# 波利亞尼察 (納德維爾納區)
48°21′3″N 24°26′38″E / 48.35083°N 24.44389°E

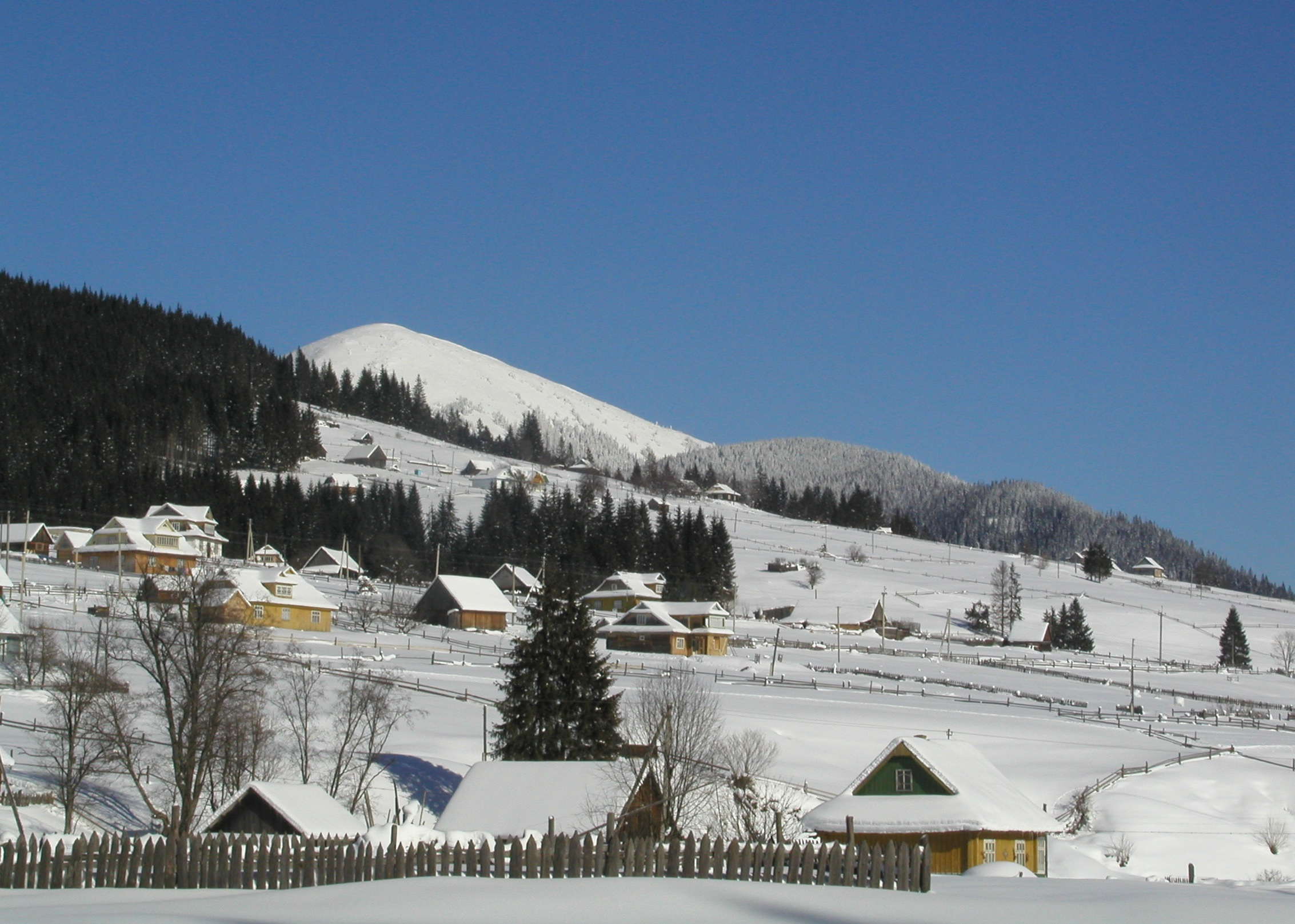

波利亞尼察（烏克蘭語：Поляниця），是烏克蘭西部伊萬諾-弗蘭科夫斯克州纳德维尔纳区波利亚尼察市镇内的村落。處於普魯捷齊亞布盧尼齊基河畔，海拔高度910米，2001年人口615。